# جوليان لوبيز
جوليان لوبيز (1 مارس 1992 بمونبلييه في فرنسا - ) هو لاعب كرة قدم جزائري في مركز الوسط. لعب مع نادي باريس.

## وصلات خارجية
- جوليان لوبيز على موقع الاتحاد الدولي (مؤرشف)  (الإنجليزية)
- جوليان لوبيز على موقع رابطة كرة القدم الفرنسية للمحترفين (الإنجليزية)
- جوليان لوبيز على موقع قاعدة بيانات كرة القدم.إي يو (الإنجليزية)
- جوليان لوبيز على موقع ليكيب (الفرنسية)
- جوليان لوبيز على موقع Soccerway.com (الإنجليزية)
- جوليان لوبيز على موقع عالم كرة القدم.نت (الإنجليزية)